# Janko z Czarnkowa
Janko z Czarnkowa (łac. Jancone de Czarnekow; ur. około 1320 w Czarnkowie, zm. 5 kwietnia 1387 w Gnieźnie) – polski kronikarz, podkanclerzy koronny, archidiakon gnieźnieński.

## Życiorys

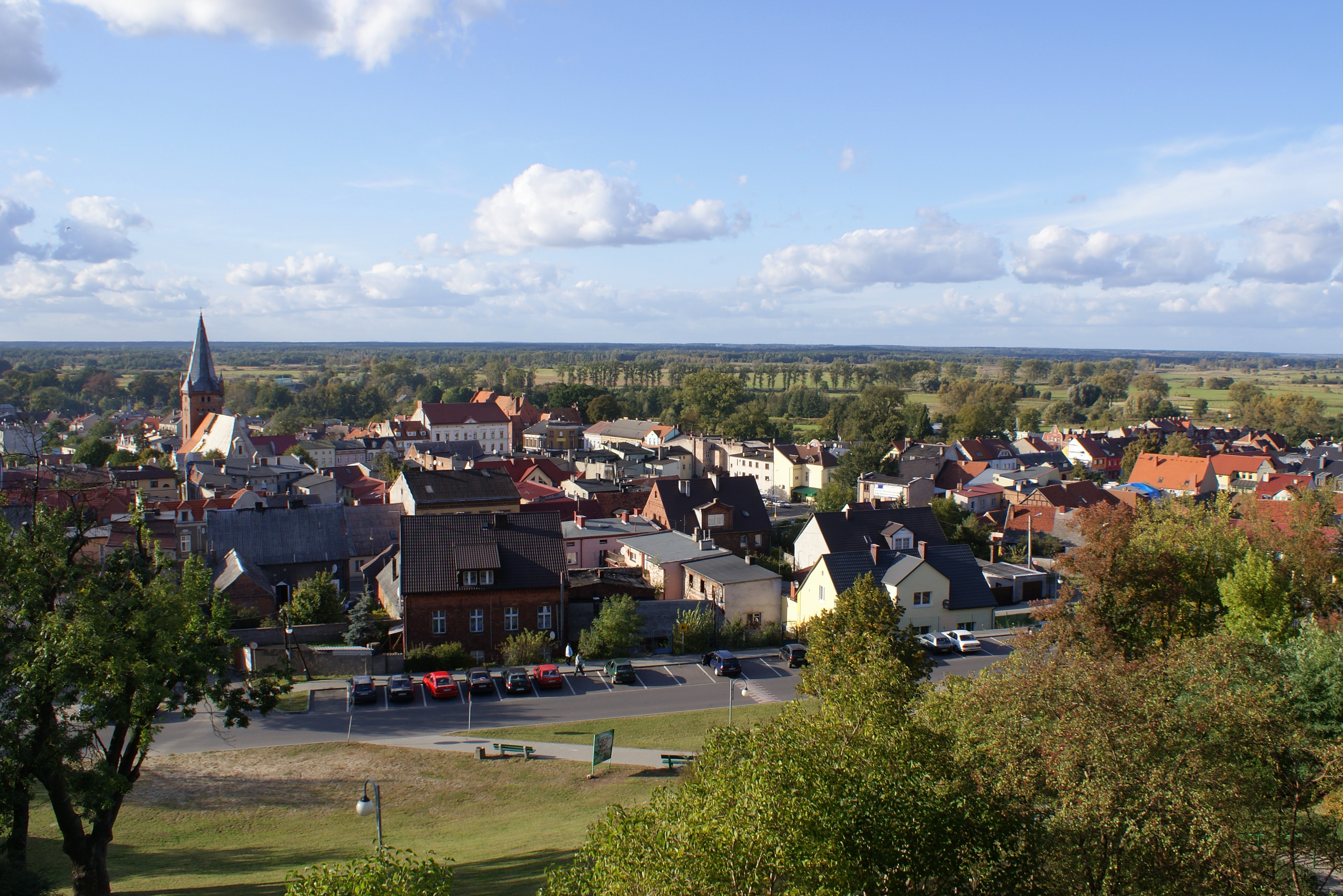
Czarnków – prawdopodobne miejsce urodzenia kronikarza

### Rodzina, młodość, początki kariery
Jan pochodził z Czarnkowa w Wielkopolsce. W dawnej historiografii istniał pogląd, jakoby kronikarz mógł urodzić się na innych terenach, jak np. w miejscowości Czarnkow w Meklemburgii. Był synem Bogumiła, wójta czarnkowskiego. Więzy rodzinne łączyły go z Klemensem z Ruszkowa, który był jego bratem, bratem przyrodnim lub ewentualnie kuzynem. Marek Derwich wysnuwa przypuszczenie, jakoby Janko urodził się nie w Czarnkowie, lecz w Ruszkowie niedaleko Sandomierza.
Pochodzenie społeczne Janka nie jest oczywiste. Wedle dawniejszych badaczy był on uważany za szlachcica z rodu Nałęczów. Janko nigdy jednak nie posługiwał się herbem Nałęcz, a jego znak przy dokumentach identyfikowany jest jako odmiana herbu Rola. Jan Dąbrowski obstaje przy jego mieszczańskim rodowodzie. Za szlacheckim pochodzeniem kronikarza opowiadają się m.in. Marek Derwich oraz Janusz Bieniak. Jerzy Wyrozumski przypuszcza, że rodzice Janka z Czarnkowa należeli do przedstawicieli drobnej szlachty.
Studiował prawo, czego dowodem jest fakt, że określano go jako iuris peritus (biegły w prawie). Niektóre dokumenty tytułują go omni iure peritus (biegły we wszystkich prawach), co może świadczyć o znajomości zarówno prawa rzymskiego, jak i kanonicznego. Studia prawnicze odbywał zapewne we Włoszech, najprawdopodobniej nie uzyskał jednak stopnia naukowego. Początki kariery urzędniczej Jana przypadają ok. 1348 r., kiedy został on kanclerzem biskupa Andrzeja z Wiślicy. Wraz z nim udał się do Schwerinu (wówczas stolica Hrabstwa Schwerinu, włączonego w 1358 do Meklemburgii), gdzie Andrzej objął godność biskupa. U boku Andrzeja w roku 1355 posłował na dwór papieski do Awinionu.
W 1356 r., po śmierci biskupa Andrzeja, Janko wyjechał do Włocławka, gdzie już wcześniej otrzymał kanonię. W latach 1362–66 kilkukrotnie posłował do Awinionu, zarówno w sprawach kościelnych (z poręki biskupów), jak i państwowych, dzięki czemu zdobywał doświadczenie urzędnicze i obycie w świecie, a także zyskiwał uznanie w kręgach rządzących.
W międzyczasie zdobywał liczne godności i uposażenia kościelne, między innymi probostwo w meklemburskim Tarnowie, kanonię w Bützowie, później kanonie gnieźnieńską, włocławską (tamże później mianowany prepozytem lub nawet dziekanem), poznańską, a wreszcie w roku 1368 (już po uzyskaniu tytułu podkanclerzego) archidiakonat gnieźnieński. Uzyskał też liczne beneficja związane głównie z kapitułą gnieźnieńską i wrocławską.

### Kariera u boku Kazimierza Wielkiego
W czasie licznych podróży (kronikarz odegrał poważną rolę przy zakładaniu Akademii Krakowskiej, w tej sprawie posłował w 1363 do papieża Urbana V do Awinionu) i ze względu na sprawowane funkcje, Jan z Czarnkowa zawierał liczne znajomości z dygnitarzami Królestwa posiadającymi duże wpływy na dworze. Jego przyjaciel jeszcze z czasów meklemburskich Henryk Cropelin, poseł i notariusz króla Kazimierza, odgrywał znaczną rolę w kontaktach władcy z papiestwem. Sojusznikiem Janka w kancelarii królewskiej był również Henryk z Ruszkowa, będący być może krewnym kronikarza. Duże wpływy na dworze krakowskim posiadał biskup Andrzej z Wiślicy, jego protektor. Dowodem dużego uznania i kontaktów, jakie posiadał Janko, jest fakt, że już w 1356 Kazimierz Wielki pisał do papieża w sprawie zagwarantowania kronikarzowi odpowiednich prebend.
Niewątpliwym patronem szybkiego rozwoju kariery Janka na dworze Kazimierza Wielkiego był kanclerz Janusz Suchywilk, do którego frakcji politycznej kronikarz należał. Stanowisko podkanclerzego zaczął piastować w 1366 lub 1367 roku. Dał się poznać jako człowiek energiczny i biegły dyplomata. Będąc ważną postacią kancelarii królewskiej, uczestniczył w procesie tworzenia nowoczesnych podstaw prawnych państwa, takich jak statuty czy organizacja sądu najwyższego prawa magdeburskiego.  Był członkiem komisji monarszej zajmującej się organizacją działalności kluczowych dla gospodarki Królestwa żup solnych. Wkrótce stał się posiadaczem dobrze uposażonych prebend we wszystkich kapitułach katedralnych, a także dorabiając się sporego majątku, nabył gród Lubosz koło Czarnkowa.
W trakcie pełnienia swojej funkcji Janko doprowadził do poważnego wzmocnienia rangi urzędu podkanclerzego i jego centralizacji. Monopolizując swoje uprawnienia na terytorium całego państwa, wspólnie z kanclerzem Suchywilkiem osłabił skutecznie znaczenie kanclerzy i podkanclerzy poszczególnych dzielnic na rzecz kancelarii krakowskiej. Pod koniec rządów Kazimierza Wielkiego, za sprawą rosnącej przewagi nad innymi dzielnicami, kancelaria krakowska naturalnie przekształciła się w kancelarię koronną. Świadectwem tego jest tytulatura używana przez Janka, który w dokumentach podpisuje się jako vicecancellarius Regni Polonie (podkanclerzy Królestwa Polskiego) lub vicecancellarius regni nostri (podkanclerzy naszego królestwa).

### Upadek polityczny i emigracja

#### Po śmierci Kazimierza Wielkiego
Dobrze zapowiadającą się karierę podkanclerzego zatrzymała śmierć Kazimierza Wielkiego. Po opróżnieniu tronu elity polityczne Królestwa podzieliły się na tzw. pars ungarorum (stronnictwo prowęgierskie) oraz pars terrigenarum (stronnictwo rodzinne, wspierające rodzimych kandydatów). Janko skłaniał się ku drugiej partii, optując za sukcesją któregoś z kandydatów piastowskich: Kaźka Słupskiego lub Władysława Białego, przeciwko Ludwikowi Węgierskiemu. Fakt, że po zdobyciu tronu polskiego Ludwik Węgierski anulował zapisy terytorialne Kazimierza Wielkiego wobec Kaźka, był przez Janka wielokrotnie poruszany w kronice. Kronikarz czuł również wielką niechęć wobec matki Ludwika, królowej Elżbiety, która sprawowała w jego imieniu rządy namiestnicze w Królestwie Polskim. W związku z tym Janko prawdopodobnie wplątał się w spisek polityczny skierowany przeciw Andegawenom, być może mając na celu doprowadzenie do podwójnej koronacji. Aspiracje te doprowadziły go do upadku politycznego na przełomie lat 1370-71.

#### Kradzież insygniów koronnych
Po uroczystym pogrzebie Kazimierza Wielkiego i koronacji Ludwika w Krakowie odkryto fakt naruszenia grobu królewskiego i kradzieży insygniów. O obrazę majestatu i świętokradztwo posądzono Janka, a oskarżycielami byli jego przeciwnicy polityczni oraz osobiści: Zawisza Kurozwęcki i Mikołaj z Kórnika. Królowa Elżbieta z początku nie wierzyła oskarżeniom, jednak Zawiszę poparł jego wpływowy ojciec, wojewoda krakowski Dobiesław Kurozwęcki. Wraz z nim wystąpił przeciw podkanclerzemu szereg znanych i liczących się osób, głównie ze środowiska szlachty krakowskiej. Do posądzenia o kradzież insygniów grobowych dodano również inne, takie jak defraudacja pieniędzy ze skarbca, udawanie szlachectwa czy kontakty z prostytutkami. Do grona osób wspierających Janka należeli m.in. biskupi Jarosław z Bogorii i Skotnik oraz Florian Mokrski. Jeszcze przed wydaniem jakichkolwiek wyroków, prawdopodobnie w grudniu 1370 r., Janko został usunięty z podkanclerstwa, a jego miejsce zajął Zawisza Kurozwęcki.

#### Proces i opuszczenie dworu
Janko został wstępnie przesłuchany w Krakowie lub Miechowie, w obecności królowej Elżbiety. Oskarżony przyznał się wówczas do winy kradzieży, oświadczając jednak, że miał zamiar zagarnięte przedmioty przeznaczyć na pobożne cele. Dążenia Elżbiety do postawienia kronikarza przed sądem biskupa krakowskiego nie powiodły się, gdyż pełniący tę funkcję Florian Mokrski, sojusznik Janka, odmówił zawiązania procesu. Biskup stwierdził, że Janko, jako archidiakon gnieźnieński, nie podlega jurysdykcji krakowskiego sądu biskupiego. W związku z tym oskarżyciele wraz z oskarżonym udali się do Gniezna przed sąd arcybiskupa Jarosława Bogorii.
Proces w Gnieźnie, ze względu na zręczność prawniczą Janka, oraz przychylną mu postawę arcybiskupa, zakończył się całkowitą klęską oskarżycieli. Oskarżony zaproponował Jarosławowi Bogorii przeprowadzenie procesu na zasadach talionis – oznaczałoby to, że w przypadku uznania niewinności Janka, kara grożąca mu za domniemane przestępstwo (w przypadku świętokradztwa i obrazy majestatu – najprawdopodobniej kara śmierci) spadłaby na skarżącego. Arcybiskup zgodził się na taki przebieg procesu, jednak Mikołaj z Kórnika, główny oskarżyciel, zrezygnował ze skargi. W związku z powyższym arcybiskup oficjalnie oczyścił Janka ze wszystkich ciążących na nim zarzutów.
Ze względu na niemożność pokonania kronikarza w sądach kościelnych stronnictwo jego przeciwników postanowiło wykorzystać wielkopolską jurysdykcję świecką, której podlegał z uwagi na fakt, że był właścicielem grodu Lubosz pod Czarnkowem i innych ziem w okolicy.  Ostatni, trzeci proces odbył się na przełomie maja i czerwca 1372 roku w Poznaniu. Organem sądzącym był sąd komisarski pod przewodnictwem sędziego Przecława. Gremium uznało oskarżonego winnym profanacji grobu królewskiego i skazało go na konfiskatę majątku (gród Lubosz), niesławę oraz banicję. Sam Janko nie stawił się wcale w Poznaniu. Wyrok zapadł 10 czerwca 1372 r. Podpisali się pod nim najważniejsi urzędnicy Wielkopolski, biskup Poznania, a także niektórzy przedstawiciele szlachty małopolskiej. Uznanie Janka za winnego oraz banicja oznaczały ostateczne przekreślenie jego kariery politycznej i zmusiły go do opuszczenia dworu, a chwilowo nawet do wyjazdu z kraju.

#### Pobyt we Wrocławiu, Pradze i Lubuszu
Zapewne tuż po 10 czerwca 1372 kronikarz udał się do Wrocławia, gdzie spędził bliżej nieznaną ilość czasu, być może około roku. Stamtąd udał się do Pragi, a następnie do miasta Lubusz, gdzie spędził ponad 6 tygodni u zaprzyjaźnionego biskupa Piotra. W czasie swojej podróży gościł prawdopodobnie między innymi w Lubiążu i Raciborzu, być może także w Kłodzku, Krzeszowie i Henrykowie. Powrót do Wielkopolski umożliwiło mu wstawiennictwo sojuszników, w tym Szymona z Ruszkowa, prawdopodobnie krewnego kronikarza, który posiadał mocną pozycję na dworze. Dzięki ich pomocy królowa Elżbieta zdjęła zeń banicję i pozwoliła zatrzymać posiadane wcześniej funkcje kościelne, w tym najważniejszy tytuł archidiakona gnieźnieńskiego. Swoich prywatnych dóbr ziemskich, w tym grodu Lubosz, Janko już nie odzyskał.

### Powrót do Wielkopolski, ostatnie lata
Zapewne na początku 1375 r. kronikarz powrócił do Gniezna na odzyskany archidiakonat. Jego nazwisko pojawia się po raz pierwszy po przerwie na dokumencie z 13 lutego 1375. Istnieje możliwość, że Janko wrócił z wygnania wcześniej, lecz dopiero w lutym 1375 r. zaczął na nowo sprawować niektóre funkcje duchowne. Zszargana przez wyrok i banicję reputacja oraz nieprzychylna Jankowi frakcja rządząca uniemożliwiły mu powrót do polityki. Spowolnieniu uległ także rozwój jego kariery kościelnej. Nowy arcybiskup gnieźnieński, Janusz Suchywilk, bronił wprawdzie sprawy kronikarza podczas wygnania, lecz po powrocie Janka do Gniezna stosunki obydwu duchownych uległy ochłodzeniu. Arcybiskup odmówił m.in. Jankowi awansu na prepozyturę gnieźnieńską, ten zaś w swojej kronice wystawił Suchywilkowi niepochlebny obraz, przedstawiając go jako niekompetentnego arcybiskupa, a nawet negując jego zbawienie po śmierci.
Po powrocie do Gniezna Janko, pozbawiony znaczenia politycznego, zajmował się głównie posługą kościelną. Gromadził także materiały historyczne i pisał kronikę obejmującą okres 1370-1384, czasy, których był bezpośrednim świadkiem. Redakcję dzieła oraz pełnienie funkcji archidiakona gnieźnieńskiego przerywa śmierć kronikarza 5 kwietnia 1387 roku.

## Twórczość

### Kronika Janka z Czarnkowa
- Kronika, (pozbawiona początku i końca, obejmuje okres lat 1370-1384. Posiada cechy zarówno pamiętnika jak i antyandegaweńskiego pamfletu politycznego), powst. 1376-1384, wyd. F.W. Sommersberg Silesiacarum Rerum Scriptores, t. 2, Lipsk 1730; W. Mitzler de Kolof Historiarum Poloniae... collectio magna, t. 3, Warszawa 1776; J. Szlachtowski Monumenta Poloniae Historica, t. 2, 1872, (przekł. polski: J. Żerbiłło pt. Kronika Janka z Czarnkowa, Warszawa 1905), rękopisy (9 kopii) z XIV i XV wieku w bibliotekach w: Krakowie, Rzymie, Wrocławiu, Wilanowie i Królewcu.

### Dzieła o autorstwie niepewnym

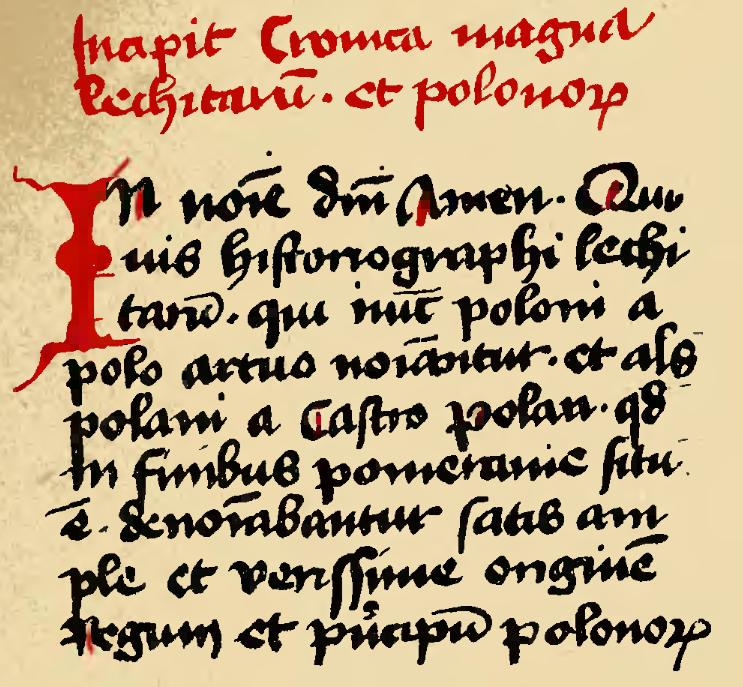
Początek Wielkiej Kroniki w Kodeksie Stanisława Augusta

#### Chronica Magna
Znaczna część badaczy przypisuje Jankowi z Czarnkowa autorstwo tzw. Kroniki Wielkiej (Chronica Magna), będącej największym w średniowieczu przeddługoszowym zbiorem tekstów historycznych odnoszących się do dziejów Polski. Chronica Magna stanowi kompilację licznych kronik i roczników (m.in. Kroniki wielkopolskiej, Kroniki Janka z Czarnkowa, Kroniki katedralnej krakowskiej, Spominków gnieźnieńskich). Skompletowanie źródeł wywodzących się z różnych środowisk kronikarskich i zebranie ich w jeden zwód to zadanie, które z dużą dozą prawdopodobieństwa przypisuje się Jankowi – teorię tę wysnuwał m.in. Wojciech Kętrzyński. Zdaniem m.in. Janusza Bieniaka Janko zbierał wszelkie napotkane podczas swoich podróży źródła, chcąc stworzyć solidną bazę materiałową dla planowanej przez siebie monumentalnej kroniki opisującej dzieje Polski od początków jej istnienia aż po czasy mu współczesne. Za Jankowym autorstwem Kroniki Wielkiej opowiadają się także Tadeusz Wojciechowski, Brygida Kürbis czy Jan Dąbrowski.
Pomimo braku bezpośrednich dowodów wiele okoliczności może wskazywać na słuszność tej teorii autorstwa. Prawdopodobna pierwsza redakcja Wielkiej Kroniki powstała najpewniej w II poł. XIV wieku. Podkanclerzy królestwa był jedną z nielicznych osób, które mogły uzyskać dostęp do przechowywanych w zamknięciu ksiąg i zaaranżować ich skopiowanie. Dokonać tego mógł tylko ktoś posiadający warsztat i wiedzę historyczną, a taką osobą kronikarz był. Również liczne podróże i zmiany miejsca pobytu mogły umożliwić Jankowi zebranie rozsianych po różnych miastach i klasztorach materiałów. Stąd często Chronica Magna interpretowana jest jako stworzony przez niego zbiór tekstów historycznych mający stanowić podstawę do napisania kompletnych dziejów Polski. Dzieło to wedle teorii historyków miała przerwać śmierć Janka, a jego Kronika oraz przypisywana mu Kronika wielkopolska miały stanowić niedokończone jego fragmenty. Praca kompilatorska Janka miała być kontynuowana przez podkanclerzego z czasów Jagiełły, Mikołaja Trąbę. Ostateczną realizacją myśli stworzenia historii narodowej są Roczniki Długosza, który być może korzystał z Chronica Magna w swojej pracy.

#### Kronika wielkopolska

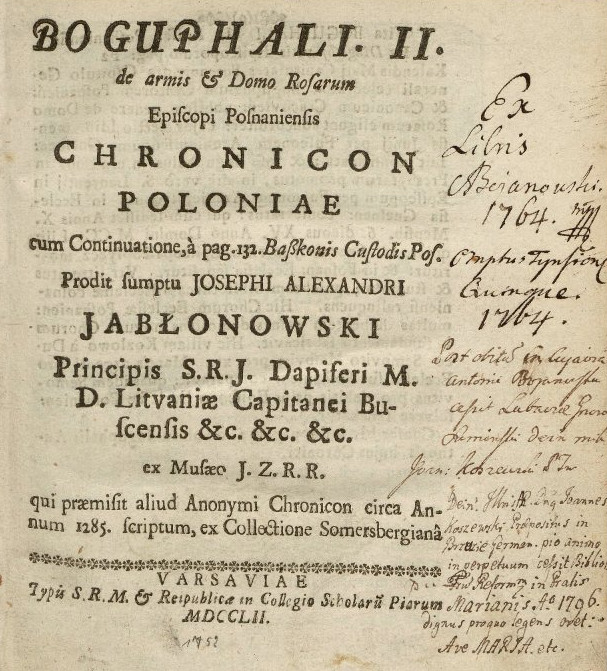
Pierwsze polskie wydanie Kroniki wielkopolskiej, z roku 1752. Jako autora podano biskupa poznańskiego Bogufała II.

Podobnie jak w przypadku Kroniki Wielkiej, pewne pośrednie informacje zawarte w Kronice Wielkopolskiej mogą wskazywać na fakt jej napisania przez Janka z Czarnkowa. Kronika owa zawiera unikalne informacje na temat dziejów Raciborza oraz Lubiąża, w których to miejscowościach Janko prawdopodobnie przez pewien czas przebywał. Styl Jana oraz anonimowego autora łączą "zainteresowanie okazywane Przemysłowi II, tendencja do etymologizowania, znajomość dziejów Santoku oraz wrogie nastawienie do Zakonu Krzyżackiego". Również pewne tendencje autora Kroniki Wielkopolskiej mogą sprzyjać identyfikacji go z Jankiem. Są to m.in. duże zainteresowanie kwestią Rusi czy znajdujące się w tekście ślady powiązań autora z Krakowem. W Kronice Wielkopolskiej widoczne są ponadto wyraźne poglądy antywęgierskie, będące cechą charakterystyczną twórczości Janka. Marek Derwich jako dodatkowy trop podaje zawartą w tekście kroniki legendę o Walgierzu Wdałym i Wisławie z Wiślicy – miejscowości, z którą Janko z Czarnkowa pośrednio był związany. Tak samo, jak w kontekście Kroniki Wielkiej, autorstwo Jana nie jest w żaden sposób bezpośrednio udowodnione i pozostaje w sferze spekulacji historyków.

## Poglądy i horyzont polityczny
Janko z Czarnkowa daje się poznać jako wyraźny przeciwnik panowania Andegawenów w Polsce. Rządy Ludwika Węgierskiego określa jako nieszczęśliwe, a samego władcę traktuje jak osobę obcą, choć w kronice przedstawia go mniej negatywnie niż jego matkę, Elżbietę Łokietkównę. Janko przejawia silną niechęć wobec Węgrów, do tego stopnia, że Józef Sieradzki nazywa ją "ungarofobią". Kronikarz ma także wrogi stosunek wobec Sasów oraz Krzyżaków. Brak w jego twórczości świadectw niechęci wobec Niemców, Pomorzan czy Kaszubów. Ujemny stosunek przejawia Janko do przedstawicieli dynastii Luksemburgów, z wyjątkiem Karola IV, szwagra Kaźka Słupskiego. Niektórzy historycy uważają jednak kronikarza za członka stronnictwa luksemburskiego w Polsce. Głównymi postulatami Janka były dążenie do jedności i niepodzielności terytorialnej państwa, ostrożność wobec obcych dynastii i wspieranie kandydatury Kaźka Słupskiego jako następcy Ludwika Węgierskiego kosztem córek króla, które to punkty sytuują go najbliżej tzw. partii legitymistów, kierowanej przez Janusza Suchywilka propiastowskiej frakcji wewnątrz szerokiego stronnictwa luksemburskiego.
Janko dużą wagę przykładał do problemów praworządności oraz przestrzegania przywilejów stanowych w Królestwie. W tym zakresie za wzór stawiał panowanie Kazimierza Wielkiego, za antywzór zaś czasy Ludwika Węgierskiego i regencję królowej Elżbiety. Kronikarz mocno krytykował wszelkie próby zakłócania wewnętrznego pokoju i integralności państwa. Uznawał on śląskich książąt piastowskich, którzy w XIII i XIV w. uznali zwierzchność czeską, za zdrajców i odszczepieńców niegodnych następstwa na tronie polskim. Starania Władysława Białego o odzyskanie ojcowizny opisywał Janko z ironią, traktując księcia, mimo sympatii wobec niego, jako burzyciela spokoju. Również podczas opisywania wojny Grzymalitów z Nałęczami odnosił się on z wrogością do obydwu stron, oceniając konflikt jako zupełnie bezsensowny i powodowany nienawiścią.
Na podstawie twórczości kronikarza można wysnuć wniosek o jego stosunkowo szerokich horyzontach i dobrej orientacji w dziedzinie tak ówczesnej polityki polskiej jak i wydarzeń politycznych w Europie. Janko ze szczegółami opisał początki wielkiej schizmy w kościele katolickim, popełniając jedynie drobne błędy merytoryczne w datacji czy imionach. Bardzo dobrze orientuje się on w wewnętrznej sytuacji na Litwie, opisując bez większych pomyłek walki o władzę pomiędzy Jagiełłą a jego stryjem Kiejstutem. Wykazuje także znajomość podstaw genealogii Andegawenów oraz Luksemburgów.
W Kronice Janko kilkukrotnie używa określeń narodu polskiego i Korony Królestwa Polskiego, dając wyraz istnieniu mocnej świadomości narodowej przynajmniej części mieszkańców Polski w 2. poł. XIV wieku. Wpisuje się tym w nowoczesny nurt polityczny elit narodów europejskich polegający na stopniowym rozgraniczaniu pojęć państwa i dynastii. Był to proces niezbędny przy stopniowym tworzeniu się społecznego poczucia odrębności państwowej. Janko poprzez upowszechnienie terminu korony królestwa przeszczepia owo nowoczesne rozumienie państwowości na grunt polski.  Wysoko ceni przy tym Polonorum mores et consuetudines (zwyczaje oraz tradycje Polaków) i iura et libertates Polonorum (prawa i wolności Polaków), traktując je jako wartości narodowe, wymagające obrony i zagrożone przez żywioły obce.

## Upamiętnienie
- Ławeczka Janka z Czarnkowa

Imię Janka z Czarnkowa noszą:

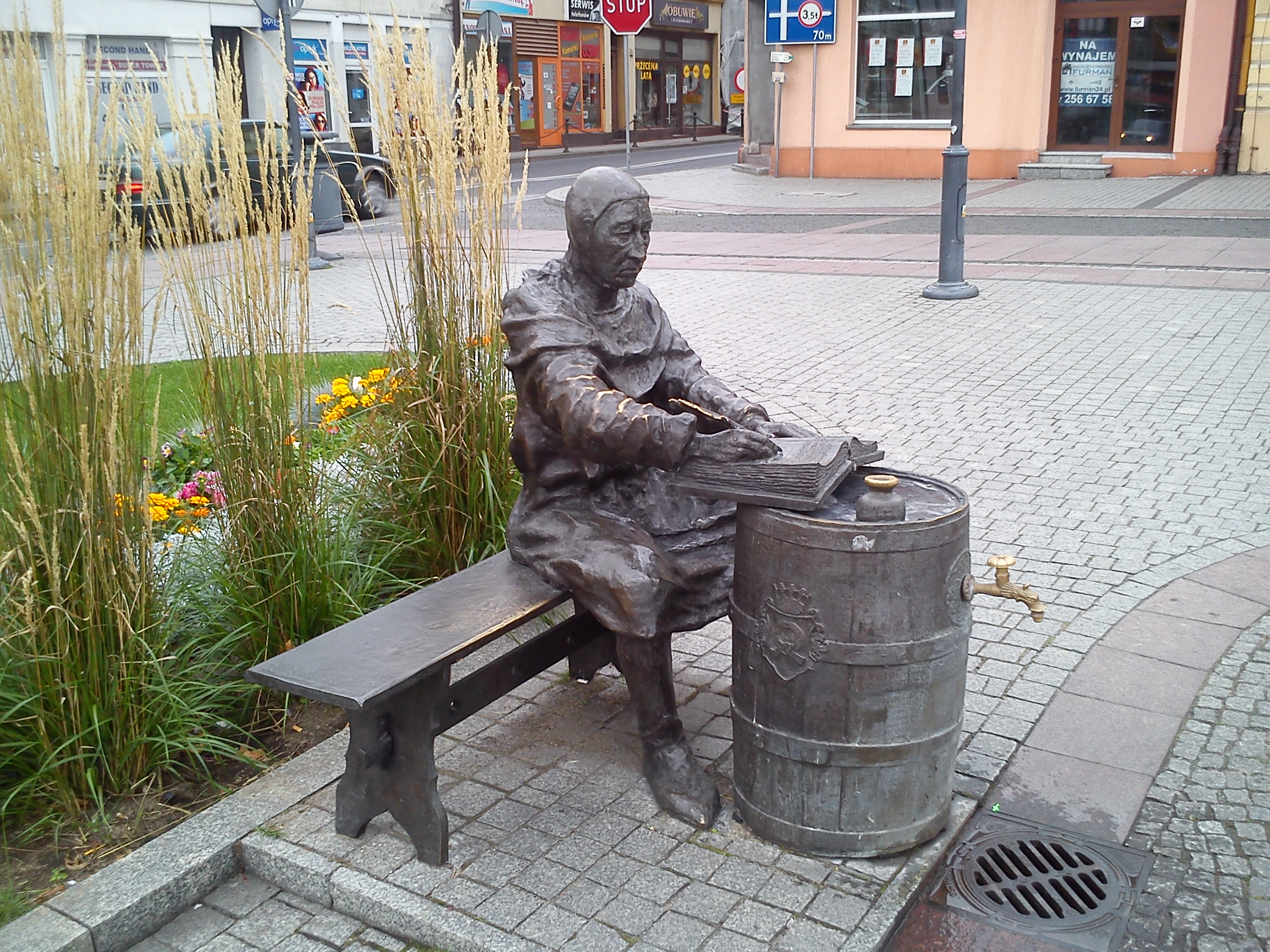
Ławeczka-pomnik kronikarza w Czarnkowie

- Liceum Ogólnokształcące im. Janka z Czarnkowa w Czarnkowie.
- Ulica Janka z Czarnkowa w Czarnkowie
- Ulica Janka z Czarnkowa w Bydgoszczy
- Ulica Janka z Czarnkowa w Wieleniu